# Wild Arms 4
Wild Arms 4, connu sous le nom de Wild Arms the 4th Detonator (ワイルドアームズ ザ フォースデトネイター, Wairudo Āmuzu Za Fōsu Detoneitā) au Japon, est un jeu vidéo de rôle développé par Media.Vision. Il est sorti en 2005 au Japon et en 2006 en Amérique du Nord, en Europe et en Australie sur PlayStation 2.

## Développement
Les développeurs du jeu décident d'intégrer davantage d'éléments de jeux d'action par rapport aux opus précédents de la série tout en évitant de rendre le jeu trop difficile.

## Accueil
- Jeuxvideo.com : 15/20[2]
- Gamekult : 6/10[3]
- GameSpot : 7,8/10[4]